# Abdelfettah Rhiati
Abdelfettah Rhiati (Fez, Marruecos, 25 de febrero de 1963) es un exfutbolista de Marruecos que jugaba en la posición de delantero.

## Carrera

### Club
| Periodo   | Club            |
| --------- | --------------- |
| 1982-1988 | MAS Fez         |
| 1988-1989 | FC Aarau        |
| 1989-1990 | Neuchâtel Xamax |
| 1990-1991 | MAS Fez         |

### Selección nacional
Jugó para Marruecos en 12 ocasiones de 1985 a 1989 y anotó cuatro goles; participó en la Copa Mundial de Fútbol de 1986 en la Copa Africana de Naciones 1986.

## Logros
- Botola (2): 1983, 1985
- Copa del Trono (1): 1988